# Đa Minh Lương Kim Định
Giáo sư Kim Định tên đầy đủ là Lương Kim Định (15 tháng 6 năm 1915 – 25 tháng 3 năm 1997) là giáo sư, nhà triết học, linh mục Việt Nam. Ông có nhiều tác phẩm nghiên cứu triết học Việt Nam (mà ông gọi là Việt Triết hay Việt Nho).

## Tiểu sử
Kim Định sinh tại làng Công giáo Trung Thành, nay thuộc xã Hải Vân, huyện Hải Hậu, tỉnh Nam Định, thuộc giáo xứ Trung Thành, giáo hạt Quần Phương, giáo phận Bùi Chu. Ông tốt nghiệp môn Triết học tại Giáo hoàng Chủng viện Thánh Albertô Cả tại thành phố Nam Định. Thụ phong linh mục năm 1943. Năm 1943 đến 1946 ông dạy triết học tại Đại Chủng viện Quần Phương của Giáo phận Bùi Chu. Năm 1947, ông lại sang Pháp nghiên cứu về triết học 10 năm. Ông tốt nghiệp Triết học tại Học viện Công giáo Paris (Institut Catholique de Paris), và tốt nghiệp Nho học tại Học viện Trung Hoa Paris (Institut des Hautes Études Chinoises), Paris. Năm 1958 ông dạy triết học phương Đông tại Học viện Lê Bảo Tịnh, Trường Đại Học Văn Khoa Sài Gòn, Viện Đại học Vạn Hạnh và Viện Đại học Đà Lạt. Cùng với Nguyễn Văn Thích và giáo sư Nguyễn Đăng Thục, ông là người khai mở khoa Triết học Đông phương tại Trường Đại học Văn khoa từ năm 1958 và sau này tại vài trường đại học khác. Từ những năm 1960, ông bắt đầu cho ra mắt một loạt những cuốn sách về minh triết Việt, mở đầu là cuốn Nguyên Nho / Cửa Khổng...
Ông từ trần ngày 25 tháng 3 năm 1997 tại Carthage, Missouri, Hoa Kỳ, hưởng thọ 82 tuổi.

## Công lao đóng góp
Ông có công lớn trong việc xây dựng nền tảng cho triết học Việt Nam (mà ông gọi là Việt Triết hay Việt Nho). Ngày nay, tổ chức An Vi (An Việt, nghiên cứu triết học Việt Nam) xem ông như tổ sư triết học.
Ông để lại ít nhất 45 cuốn sách, trong số đó những sách sau đây đã được ấn hành:
1. Nguyên Nho / Cửa Khổng, 278 trang, Nhà xuất bản Ra khơi ấn hành 1965
2. Chữ Thời, 700 trang, Nhà xuất bản Thanh Bình ấn hành 1967
3. Vũ Trụ Nhân Linh, 230 trang, Nhà xuất bản Khai Trí phát hành 1969
4. Định Hướng Văn Học, 237 trang, Ra Khơi 1969
5. Những Dị Biệt Triết Lý Đông Tây, 222 trang, Ra Khơi 1969
6. Tâm Tư, 348 trang, Khai Trí 1970
7. Việt Lý Tố Nguyên, 430 trang, Nhà xuất bản An Tiêm 1970
8. Dịch Kinh Linh Thể, 170 trang, Ra Khơi 1970
9. Hiến Chương Giáo dục, 155 trang, An Tiêm 1970
10. Triết Lý Cái Đình, 188 trang, Nguồn Sáng 1971
11. Lạc Thư Minh Triết, 149 trang, Nguồn Sáng 1971
12. Cơ cấu Việt Nho, 285 trang, Nguồn Sáng 1972
13. Tinh Hoa Ngũ Điển, 192 trang, Nguồn Sáng 1973
14. Loa Thành Đồ Thuyết, 187 trang, Thanh Bình 1973
15. Vấn đề Nguồn Gốc Văn Hóa Việt Nam, 139 trang, Nguồn Sáng 1973
16. Vấn Đề Quốc Học, 157 trang, Nguồn Sáng 1973
17. Triết Lý Giáo dục, 190 trang, Ca Dao 1975
18. Nhân Chủ (tái bản từ cuốn Nhân Bản), 306 trang, Thanh Niên QG USA
19. Hồn Nước Với Lễ Gia Tiên (tái bản từ cuốn Căn Bản Triết Lý Trong Văn Hóa Việt Nam), 321 trang, Nam Cung USA 1979
20. Hùng Việt Sử Ca, 272 trang, Thằng Mõ San Jose 1984
21. Kinh Hùng Khải Triết, 241 trang, Thanh Niên QG USA
22. Pho Tượng Đẹp Nhất Của Việt Tộc, 226 trang, HT Kelton USA
23. Sứ Điệp Trống Đồng, 431 trang, Thanh Niên QG USA 1984
24. Văn Lang Vũ Bộ, 251 trang, H.T Kelton USA
25. Hoa Kỳ & Thế Chiến Lược Toàn Cầu, 185 trang, An Việt Úc Châu 1986
26. Đạo Trường Chung Cho Đông Á, 111 trang, An Việt Houston 1987
27. Hưng Việt, 125 trang, An Việt Houston 1987
28. Cẩm Nang Triết Việt, 80 trang, An Việt Houston 1987
29. Việt Triết Nhập Môn, 174 trang, An Việt Houston 1988
30. Gốc Rễ Triết Việt, 182 trang, An Việt Houston 1988
31. Thái Bình Minh Triết, 225 trang, Thời Điểm 1997
32. Phong Thái An Vi, 230 trang, An Việt Houston 2000